# Absurda
«Absurda» es un sencillo promocional de la cantante mexicana Anahí. El 30 de enero de 2013 es lanzada en las radios de México, y puesto a la venta a través de descarga digital el 4 de febrero de 2013 por EMI y Universal Music.
La canción pertenece al género pop, con estilo de balada. Se especulaba que fuera el primer sencillo de su próximo álbum. La cantante confirmó durante una entrevista con la revista Caras México que no lanzaría un álbum por el momento.

## Antecedentes y composición
En junio de 2012, Anahí comparte vía Twitter una estrofa de la canción, la cual compuso junto a Noel Schajris y Claudia Brant, y menciona que el nombre comenzaba con la letra "A". El 24 de noviembre de 2012, la cantante realizó un Twitcam desde un estudio en Los Ángeles, donde se encontraba grabando el sencillo junto a Noel Schajris y el productor Sebastian J, donde comentó «estamos haciendo una canción que la verdad, yo esto si lo tengo como un sueño, que ojala pueda pronto enseñarles esta canción por que deberás que es, para mi es como mi nueva "Sálvame", es una canción ni tan nueva les digo, por que ya tengo un rato haciéndola, pero para mi es, así de fuerte me llena».

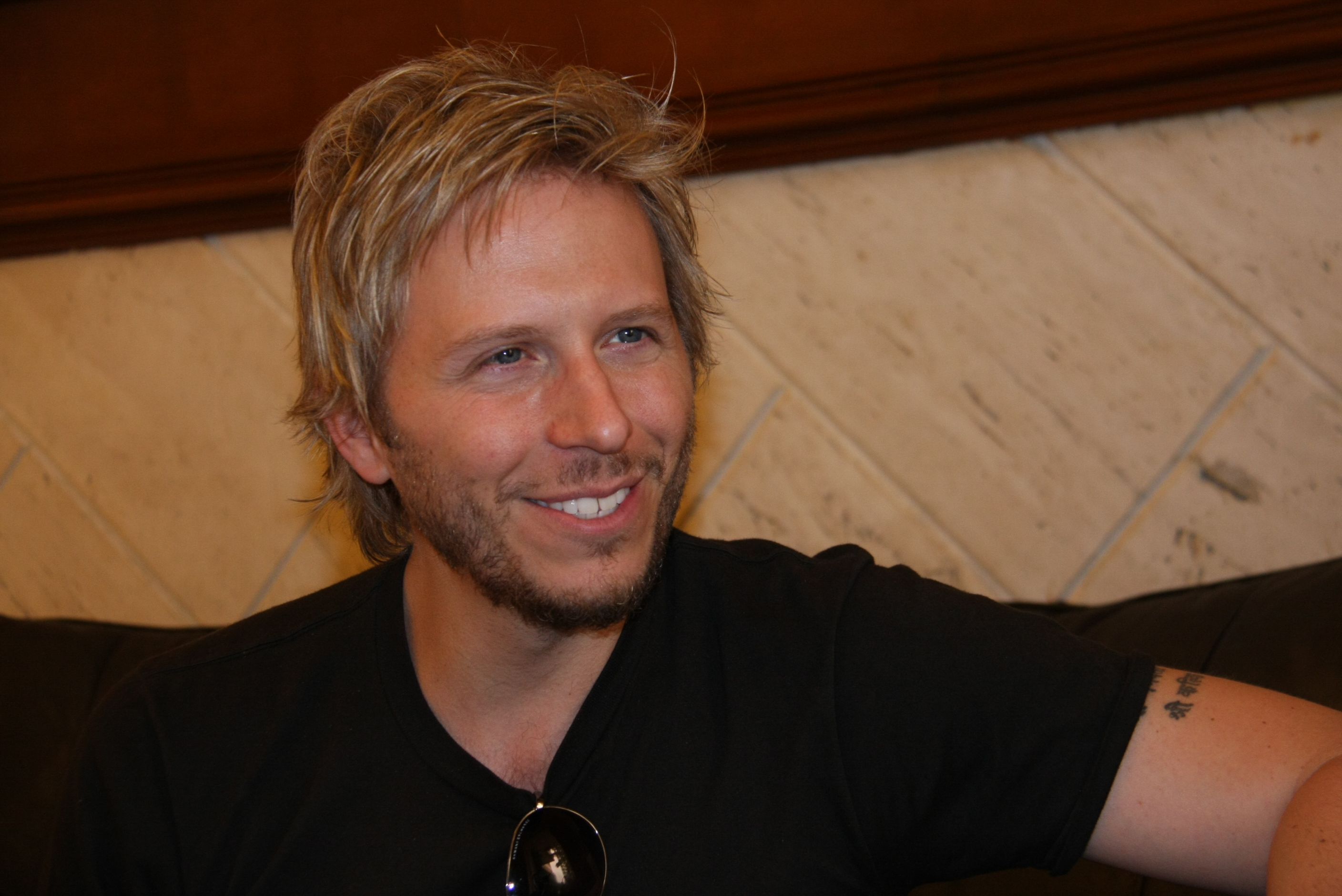
Anahí compuso el tema junto a Noel Schajris y Claudia Brant.

El 17 de diciembre de 2012, comparte en su canal de Youtube un adelanto de dicha canción. El 1 de enero de 2013, Anahí sube a Youtube un segundo adelanto de la canción como regalo a sus fanes por Año nuevo, junto al Hashtag AnahiHappyNewYearPreview. El 10 de enero de 2013, la cantante comparte el tercer y último adelanto del sencillo, previo a su estreno. El 30 de enero de 2013, se estrena solo para fanes VIP suscritos a su canal oficial en Youtube, AnahiChannelOne el lyric video del sencillo, junto a los Hashtag AnahiAbsurdaLyricVideo y #DespiertateAbsurda. Su lanzamiento mundial fue el 4 de febrero de 2013 a través de descarga digital.
En una entrevista con la revista Caras México, Anahí explicó que comenzó a componer el sencillo dos años atrás y que en ese momento «Estaba en una etapa de mucha inspiración; no buscaba hacer una canción, solo escribir, pues siempre me ha gustado hacerlo. Escribo lo que siento, a veces como un diario a veces solamente por sentimiento». Además reveló las metáforas y el significado de la canción, argumentando que:

«Creo que todos nos hemos sentido así en algún momento. De hecho la palabra 'perdónate' no estaba en la letra, pero al estar grabando la canción, lo dije y quise que así se quedara porque me salió del corazón. Cuando estamos sufriendo por cualquier situación, cuando estamos dentro del problema, nos vemos las cosas claramente pero después descubres que todo pasa y que la vida es tan perfecta que se encarga de sanar cada lágrima. La canción es triste y alentadora a la vez»
Anahí sobre la letra de Absurda

En dicha entrevista, la cantante comentó que la composición de la canción comenzó con «una hoja en blanco con solo esa palabra, ‘Absurda’», y al pedirle que la explique en una frase, Anahí argumentó que «Diría que algunas cicatrices se convierten en canción».

### Portada
El 9 de enero de 2013, Anahí realiza la sesión de fotos de su próximo material discográfico con el fotógrafo Uriel Santana. El maquillaje que se le realizó para esta fotos fue transmitido en vivo por el Programa Hoy por el maquillista Alfonso Waithsman en su segmento de belleza. Anahí utilizó prendas de H&M y joyas de Swarovski, el estilista es Aldo Rendon, quien ha trabajo con artistas como Belinda y Ana de la Reguera. El mánager de la cantante compartió vía Twitter que la letra utilizada en la portada del sencillo está dibujada, es un diseño original. El 13 de enero de 2013, el mánager de la cantante publicó en su Twitter: «escogiendo la portada final de #Absurda». El 23 de enero de 2013 se comparte la portada del sencillo en el Twitter, Facebook e Instagram de la cantante.
En la fotografía se puede observar a Anahí con un look tranquilo y sencillo, en una fotografía que aparece en blanco y negro mientras sostiene sus cabellos con una mirada nostálgica.

## Producción y lanzamiento
La canción fue compuesta por Anahí, Noel Schajris y Claudia Brant, grabada en Los Ángeles. Fue producida por Sebastian J. y masterizada por Chris Gehringer. El sencillo fue mezclado por Phil Tan, quien ha trabajado con artistas como Rihanna, Fergie y Gwen Stefani. El 4 de febrero de 2013 se lanzó a la venta en descarga digital el sencillo. La canción tiene un estilo de balada, está conquistando países europeos como España, Kazajistán y Eslovenia. Así como también países de Centroamérica como Nicaragua, Honduras, El Salvador y como es ya común su rotundo éxito de la artista en Brasil. En marzo de 2013, durante una entrevista realizada con la revista Caras México la cantante explicó que por el momento no lanzaría su próximo álbum.

«No por el momento. Sé que con esto tal vez desilusiono a algunas personas que esperaban el disco, pero ahorita no puedo comprometerme con la entrega total que significa un álbum. Este sencillo es un regalo muy especial para toda la gente que me ha dado su apoyo y cariño a lo largo de 27 años de carrera».
Anahí sobre si «Absurda» será parte de un disco

El 18 de junio de 2013, se sube a la cuenta oficial en Youtube de la cantante la versión remix del sencillo, realizado por Sebastian J.

## Lista de canciones
iTunes Digital download
1. «Absurda» (Anahí, Noel Schajris, Claudia Brant) — 4:06

## Video musical
El video oficial no ha sido nombrado aún. El 30 de enero de 2013 lanzó el lyric video en su cuenta de Youtube "Anahichannelone", creado por Marco Cañas. El 25 de febrero de 2013, el mánager de la cantante confirma en su cuenta de Twitter el video del sencillo, declarando: «será un video verdaderamente espectacular. Como no se lo imaginan. Si todo sale como planeado se quedaran con el ojo cuadrado». Finalmente el mánager de la cantante confirmó la cancelación del video.

## Créditos y personal
Personal
- Composición – Anahí, Claudia Brant, Noel Schajris
- Producción – Sebastian J., Planethelio Ent.
- Masterización – Chris Gehringer
- Mixing – Phil Tan

## Posicionamiento

### Listas
| País     | Lista           | Organismo            | Mejor posición |
| 2013     | 2013            | 2013                 | 2013           |
| -------- | --------------- | -------------------- | -------------- |
| México   | Monitor Latino  | Top pop tocadas      | 7              |
| México   | Monitor Latino  | Top pop audiencia    | 8              |
| México   | Monitor Latino  | Top General          | 16             |
| México   | América Top 100 | México Top 100       | 43             |
| Colombia | América Top 100 | Colombia Top 100     | 76             |
| Brasil   | Hit 50 Parade   | Hit 50 Parade Brasil | 50             |
| Brasil   | Hit 50 Parade   | Latino Top 20 Hits   | 1              |
| Bolivia  | Top Latino      | Top 5 Bolivia        | 1              |
| Chile    | Top Latino      | Top 5 Chile          | 3              |
| Perú     | Top Latino      | Top 40 Latino        | 24             |

## Historial de lanzamientos
| América del Sur   |                      |                  |
| Argentina         | 4 de febrero de 2013 | Descarga digital |
| Bolivia           | 4 de febrero de 2013 | Descarga digital |
| Brasil            | 4 de febrero de 2013 | Descarga digital |
| Chile             | 4 de febrero de 2013 | Descarga digital |
| Colombia          | 4 de febrero de 2013 | Descarga digital |
| Ecuador           | 4 de febrero de 2013 | Descarga digital |
| Venezuela         | 4 de febrero de 2013 | Descarga digital |
| América del Norte |                      |                  |
| México            | 31 de enero de 2013  | Radio Premiere   |
| México            | 4 de febrero de 2013 | Descarga digital |
| Estados Unidos    | 1 de marzo de 2013   | Descarga digital |
| Europa            |                      |                  |
| Alemania          | 4 de febrero de 2013 | Descarga digital |
| Armenia           | 4 de febrero de 2013 | Descarga digital |
| Austria           | 4 de febrero de 2013 | Descarga digital |
| España            | 4 de febrero de 2013 | Descarga digital |
| Francia           | 4 de febrero de 2013 | Descarga digital |
| Grecia            | 4 de febrero de 2013 | Descarga digital |
| Italia            | 4 de febrero de 2013 | Descarga digital |
| Polonia           | 4 de febrero de 2013 | Descarga digital |
| Reino Unido       | 4 de febrero de 2013 | Descarga digital |
| Asia              |                      |                  |
| Arabia Saudita    | 4 de febrero de 2013 | Descarga digital |
| Egipto            | 4 de febrero de 2013 | Descarga digital |
| Azerbaiyán        | 4 de febrero de 2013 | Descarga digital |
| India             | 4 de febrero de 2013 | Descarga digital |
| Israel            | 4 de febrero de 2013 | Descarga digital |
| Rusia             | 4 de febrero de 2013 | Descarga digital |
| Turquía           | 4 de febrero de 2013 | Descarga digital |
| África            |                      |                  |
| Sudáfrica         | 4 de febrero de 2013 | Descarga digital |
| Oceanía           |                      |                  |
| Australia         | 4 de febrero de 2013 | Descarga digital |
| Nueva Zelanda     | 4 de febrero de 2013 | Descarga digital |